# George Buckley (Cricketspieler)
George Buckley (* 20. Mai 1875 in London; † 14. Februar 1955 in Shanklin, Isle of Wight) war ein britischer Cricketspieler.

## Erfolge
George Buckley nahm als Mitglied der Devon & Somerset County Wanderers (D&SCW) an einer Club-Tour nach Frankreich im Rahmen der Weltausstellung 1900 in Paris teil. Dort spielte er mit der Mannschaft unter anderem gegen ein Team, das hauptsächlich aus Exil-Briten bestand, die durch die Union des sociétés françaises de sports athlétiques ausgewählt wurden. Der D&SCW wurde dabei als England bezeichnet, der Gegner als Frankreich. Dieses wurde im Jahr 1912 nachträglich als Bestandteil der Olympischen Spiele 1900 klassifiziert. Mit 158 Runs setzte sich sein Team, zu dem außer Buckley noch Charles Beachcroft, Arthur Birkett, Alfred Bowerman, Francis Burchell, Frederick Christian, Harry Corner, Frederick Cuming, William Donne, Alfred Powlesland, John Symes und Montagu Toller gehörten, gegen seine Kontrahenten durch und wurde damit in der Folge als Olympiasieger bezeichnet. Buckley selbst, der nur im ersten Innings am Schlag zum Einsatz kam, konnte dabei zwei Runs erzielen und fing einen Ball. Wie mehrere seiner Mannschaftskollegen spielte Buckley auch für den Castle Cary Cricket Club.